# New York Generals
New York Generals was een Amerikaanse voetbalclub uit The Bronx (New York).
De club werd opgericht in 1967 en ging spelen in de nieuw opgerichte competitie van de NPSL. Na één seizoen fusioneerde de NPSL met de USA en werd zo de North American Soccer League. Nadat de New York Skyliners van de USA ontbonden werden waren de Generals de enige club uit New York in de competitie.

## Bekende spelers
- Gordon Bradley
- Cesar Luis Menotti
- Co Prins

## Seizoen per seizoen
| Jaar | League | W  | V  | G  | Ptn | Reg. Seizoen           | Playoffs            |
| ---- | ------ | -- | -- | -- | --- | ---------------------- | ------------------- |
| 1967 | NPSL   | 11 | 13 | 8  | 143 | 3de, Eastern Division  | Niet gekwalificeerd |
| 1968 | NASL   | 12 | 8  | 12 | 164 | 3de, Atlantic Division | Niet gekwalificeerd |